# Pistolet Nambu
Les pistolets Nambu (南部拳銃 ou 南部大型自動拳銃, Nanbu kenjuu ou Nanbu ōgata jidou-kenjuu) font partie d'une série de pistolets semi-automatiques produits par l'arsenal de l'armée impériale japonaise de Tokyo connu plus tard comme l'Arsenal de Koishikawa.
La série compte cinq variantes : le Type A Modèle 1902 (aussi appelé Grand-Père Nambu), le Type A Modèle 1902 Modifié (Papa Nambu), le Type B (Bébé Nambu), le Type 14 (南部十四年式自動拳銃) et le Type 94. Ces pistolets furent conçus par Kijiro Nambu et furent beaucoup utilisés au cours de la Guerre Russo-Japonaise, la Seconde Guerre Sino-Japonaise et la seconde Guerre Mondiale. Le Type A fut produit en très petite quantité. Les Type A Modifié et Type B ne furent jamais officiellement adoptés par toutes les branches des forces armées de l'empire du Japon, mais furent vendus à des officiers par l'intermédiaire de magasins d'officiers. Le Type 14 fut adopté officiellement comme arme de poing. La seconde Guerre Mondiale progressant, en particulier dans la dernière année de la guerre, afin d'accélérer la production, le Type 14 commença à être fabriqué en grande quantité avec une baisse de la qualité.

## Historique
L'origine de la série des pistolets Nambu remonte à un dessin du Lieutenant Général Kijiro Nambu. Le général Nambu prétendit que sa conception avait été initiée avec des expérimentations pendant le «Plan pistolet automatique de 30 ans» de 1897 au Japon. Il est plus probable que le pistolet de série fut influencé par le Mauser C96, après qu'une commission japonaise ait effectué des tournées en Europe et signala les évolutions récentes en matière d'armement. Le premier Nambu connu sous le nom de Type A fut achevé en 1902. Il subit des essais au sein de l'Armée impériale japonaise, mais ne fut jamais adopté officiellement. Beaucoup de ces pistolets furent vendus dans le commerce pour la Chine et le Siam. Coïncidant avec les coutumes britanniques, les officiers de l'armée japonaise devaient acheter leurs propres armes de poing. Le pistolet Nambu Type A Modifié fut adopté par la Marine impériale japonaise en 1909 et l'Armée Thaïe dans les années 1920.
La plupart des Nambu Type A Modifié et des Type B ont été produits par l'Arsenal de Koishikawa. Quelques pistolets furent produits par la Tokyo Gas and Electric Company. Le Nambu Type 14 a été produit par l'Arsenal de Nagoya dans les usines de Nagoya, Atsuta ou Toriimatsu.

## Conception commune
La série de pistolets Nambu éjecte le chargeur de la poignée du pistolet en appuyant sur le bouton de déblocage du chargeur situé sur le côté gauche du cadre. Le magasin est chargé à la main, car il n'y a pas de clip chargeur pour le chargement. Les Type A et 14 ont des chargeurs de 8 cartouches tandis que le Type B a un chargeur de 7 cartouches.
La série Nambu est un pistolet semi-automatique à culasse verrouillée et recul. Les pistolets sont à canon mince avec un seul cadre monobloc. Le canon est forgé intégralement avec le récepteur. Le verrou de culasse était obtenu par un système d'étaiement semblable au système de verrouillage de la culasse du Glisenti Modèle 1910. Lorsque le canon se déplaçait vers l'avant, le bloc se soulevait lorsqu'il traversait le cadre, forçant ainsi le crampon vers le haut. La série Nambu est bien équilibrée malgré le fait que la chambre principale du ressort dépasse du côté gauche.
Le pistolet Nambu utilise des cartouches basse pression de 8 et 7 mm beaucoup moins puissantes que d'autres pistolet contemporain comme le calibre 45 ACP américain, le 7.62×25mm Tokarev soviétique, le 455 Webley anglais et le 9×19 mm Parabellum allemand. Alors que le loquet de sécurité du Type A nécessite les deux mains pour fonctionner il fut supprimé sur le Type 14.

## Type A

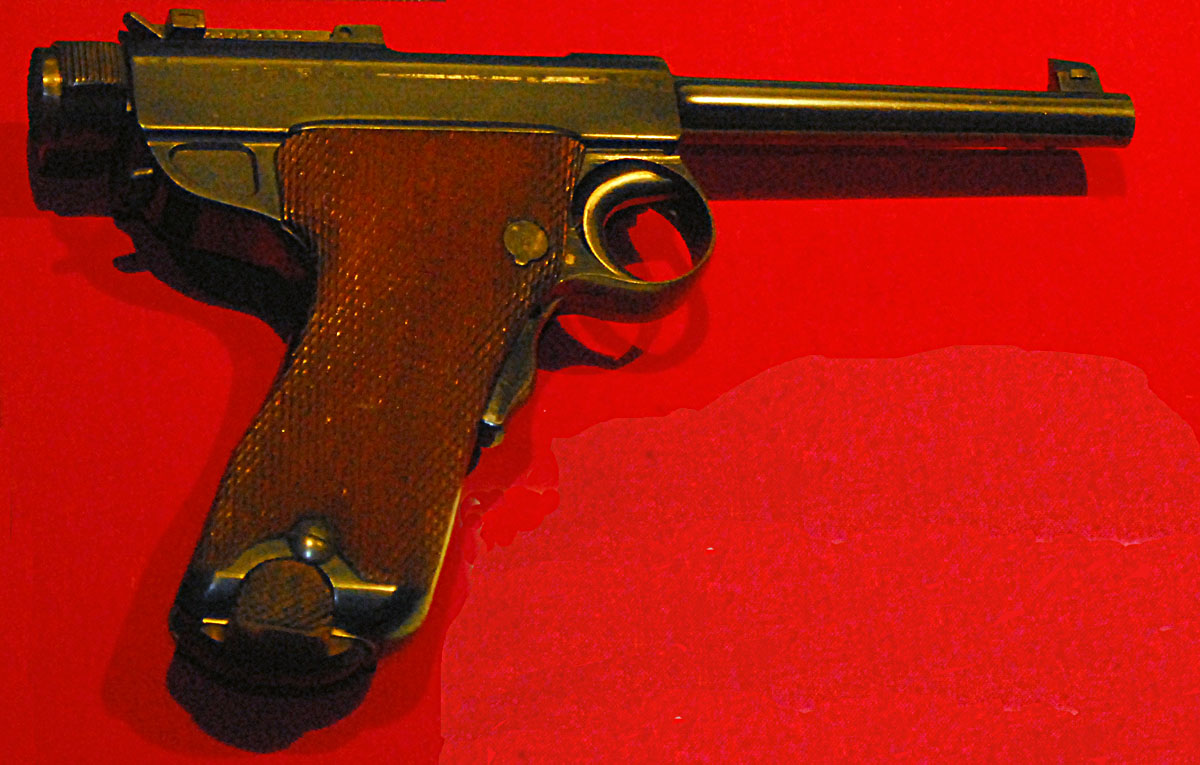
Type A Modifié avec son pontet réduit.

Le Nambu original Type A fut officiellement conçu par le Général Kijiro Nambu en 1902.
Le Type A eu deux variantes différentes : une première série produite entre 1903-1906 et une seconde produite après 1906.
Parmi les collectionneurs, le Nambu original est communément appelé Grand-Père Nambu.
Le Type A a été produit jusqu'au de numéro de série 2400 à la fois par l'Arsenal de Koishikawa et par la Tokyo Gas and Electric Company qui cessa sa production de Type A en 1923.
Extérieurement le Type A ressemble à un Luger P08, mais son fonctionnement est plus semblable au Mauser C96.
Le Type A connu plusieurs variantes jusqu'au Type A Modifié.
Le Type A Modifié (communément appelé Papa Nambu) fut produit à l'Arsenal de Koishikawa jusqu'au numéro de série 7000. Le pontet du type A était considéré comme très étroit en particulier avec des gants et fut agrandi dans les modèles produits plus tard. Il avait également un chargeur en bois et des boucles de longe soudées. Le Type A Modifié avait un chargeur en aluminium avec une lanière boucle de retenue dans les anneaux.
Son canon comporte 6 rayures à droite et c'est une arme fonctionnant en simple action. Il diffère notamment du Type 14 par sa hausse réglable, sa sécurité de poignée et l'absence de sûreté de chargeur.
Le Type A comme le Type A Modifié peuvent avoir le symbole siamois juk estampillé sur la poignée arrière indiquant le service en Thaïlande avant la Seconde Guerre mondiale.

## Type B
Le Nambu Type B avait une taille réduite d'un quart par rapport à la version Modifié et diffère du Type A par son calibre, sa taille, sa masse et sa hausse fixe. Le Type B fut produit car le Type A était considéré comme trop lourd et se vendait mal. Le Type B Nambu a été désigné ainsi par les Autorités Japonaises. Il est communément appelé "Bébé Nambu" dans les marchés de l'Ouest en raison de sa petite taille. Il tirait une cartouche de 7 x 20mm, plus petite que la munition conventionnelle de 8 × 22 mm du type A.
La production du Type B débuta à l'Arsenal de Koishikawa de Tokyo. Les 450 premiers Type B avaient un chargeur en bois et un percuteur de diamètre unique, mais plus tard, les types B reçurent un chargeur en aluminium et un percuteur de diamètre multiple.
Le Nambu Type B ne fut jamais officiellement adopté par les forces armées japonaises. Presque tous les Type B furent achetés en privé par des officiers japonais, mais sans jamais connaitre une grande popularité, car ils étaient deux fois plus chers que des pistolets comparables d'importation. L'entreprise militaire Kaikosha de l'armée japonaise établit le prix du Nambu type B à 180 yens, alors que le salaire mensuel d'un Sous-Lieutenant nouvellement promu était de 70 yens.
L'usine de Koishikawa arrêta la production de pièces en 1923 après le grand tremblement de terre de Kantō de 1923, mais l'assemblage se poursuivit jusqu'en 1929.

## Type 14

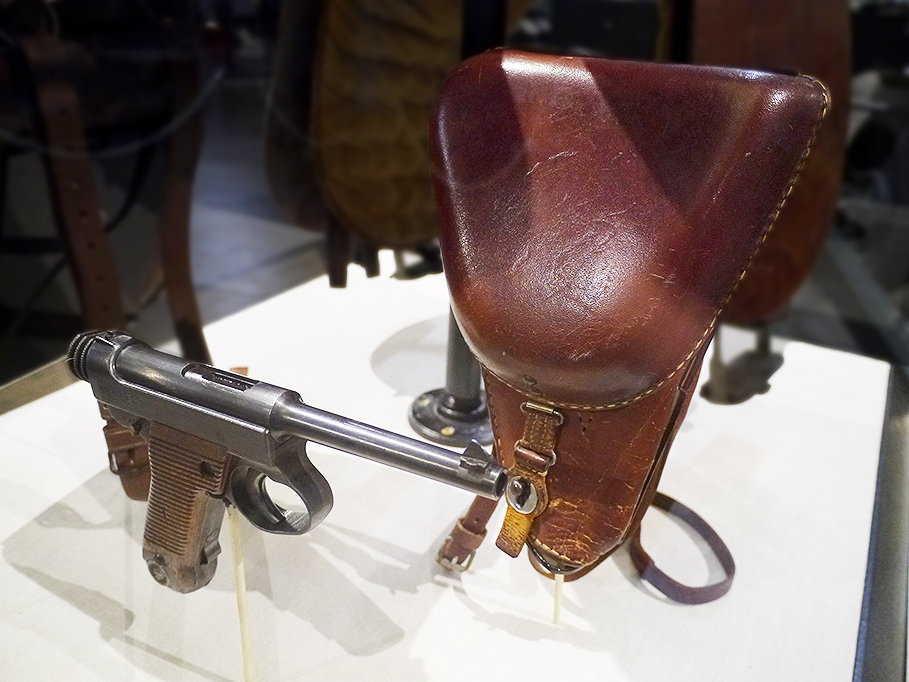
Nambu Type 14, Série 1, pistolet d'origine et son étui exposés au.

Le Nambu Type 14 fut conçu en 1925 dans l'objectif de simplifier la fabrication pour réduire les coûts. Il fut officiellement adopté pour être délivré aux sous-officiers de l'Armée japonaise en 1927 et était disponible à l'achat pour les officiers.
Le Type 14 est une version améliorée du Type A Modifié. Jusqu'à 400 000 Type 14 furent probablement produits. La plupart des types 14 sont estampillés avec le mois et l'année de production selon l'année de l'Empereur Hirohito, avec son nom de règne abrégé Sho (de Showa) à gauche de la date.
Les modèles de production plus tardifs se distinguent par un pontet agrandi et oblong (introduit après que les soldats japonais rapportèrent des difficultés à accéder à la détente en portant des gants en Mandchourie) et parfois un bouton d'armement en acier moleté à la place du bouton d'armement standard. Un ressort de chargeur auxiliaire fut ajouté à partir de la mi-1940 pour retenir le chargeur et aider l'élévateur. Le levier de sécurité sur le côté gauche verrouille l'extension du canon et le canon ainsi que la gâchette. Un bouton d'armement redessiné fut mis en place en 1944 afin de simplifier la production. Comme pour les modèles précédent le Type 14 manque également d'adhérence au niveau des plaquettes. Le Type 14 peut être équipé avec des grenades de gaz lacrymogène Type 90, grâce à un accessoire spécial.
Les Type 14 d'avant la Seconde Guerre mondiale sont de bonne facture, avec une baisse de qualité en temps de guerre. Des marques d'usinage, le manque de polissage et le bleuissement fin sont devenus plus courants à mesure que les pénuries de guerre affectaient la qualité. Cependant les derniers Type 14 sont restés tout à fait fonctionnels malgré une qualité de fabrication déclinante. La qualité de l'étui s'est également dégradée, les pénuries de matières premières critiques ayant forcé le changement d'un étui en cuir pour une toile caoutchoutée.
La qualité du Type 14 attira l'attention de William B. Ruger qui avait acquis un Nambu récupéré par un Marines des États-Unis en 1945. Ruger reproduisit deux Nambu dans son garage, et bien qu'il ait décidé de ne pas les commercialiser, le dispositif d'armement arrière et la silhouette de Nambu furent incorporée dans la série de pistolets semi-automatiques Ruger .22, quand en 1949 les pistolets Ruger Standard (et plus tard Mark I, II, III et Mark IV) furent vendus au public américain.

## Pays utilisateurs
- Empire du Japon.
- Chine: Utilisé par Chang Tso-lin, chef de guerre de l'armée Fengtien[20], et dans l'Armée nationaliste[21].
- Indonésie[22].
- Malaisie britannique.
- Corée du Nord[23].
- Philippines.
- Thaïlande.

## Dans la culture populaire
Dans The Mandalorian, le personnage Cara Dune (Gina Carano) utilise un pistolet Nambu type 14, modifié pour s'adapter au décor de science-fiction.